# Craugastor pelorus
Craugastor pelorus es una especie de anuros en la familia Craugastoridae.

## Distribución geográfica y hábitat
Es endémica de Chiapas (México).

## Estado de conservación
Se encuentra ligeramente amenazada por la pérdida de su hábitat natural.